# St. Brigida (Venwegen)

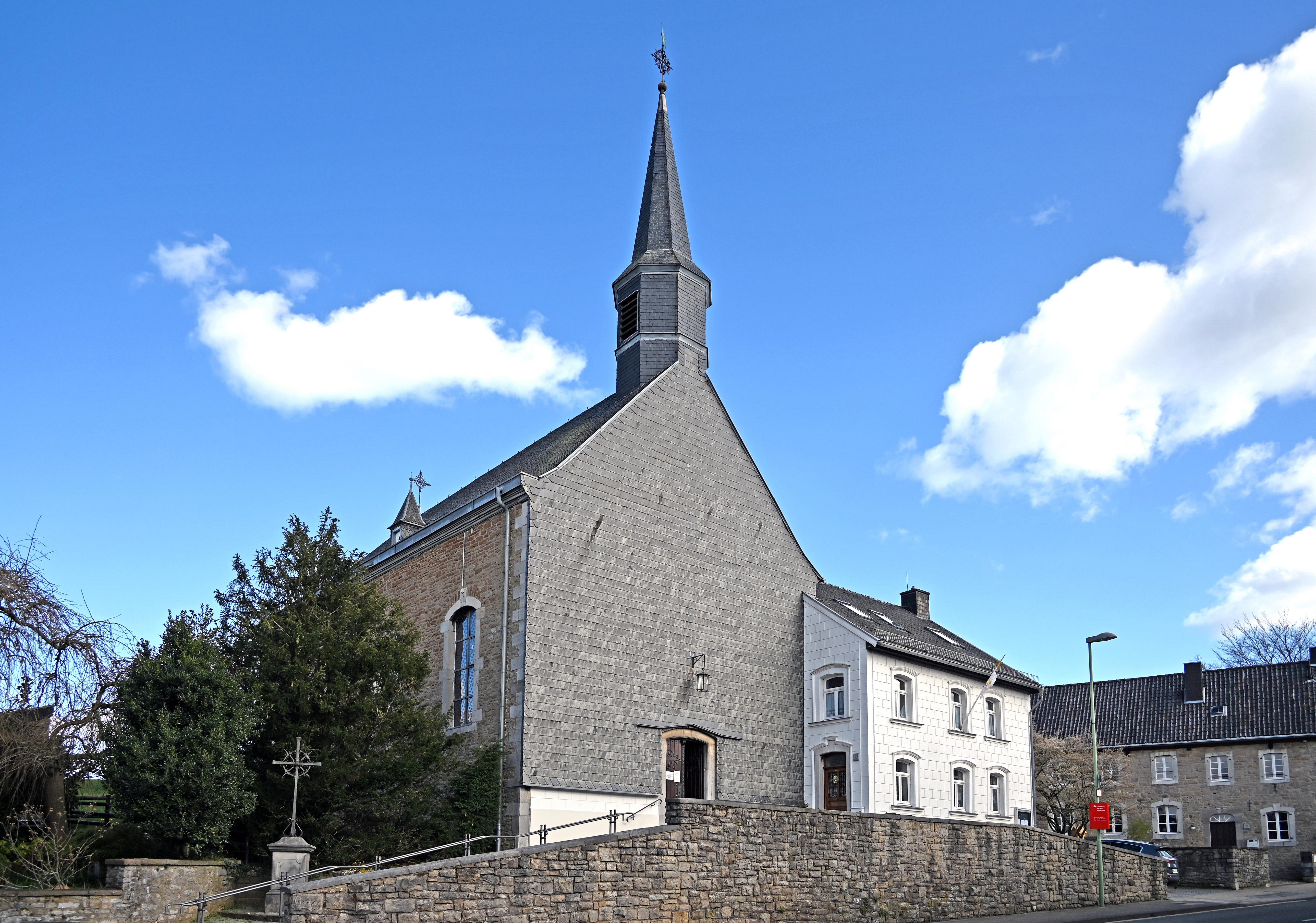
St. Brigida, Venwegen

St. Brigida ist die katholische Pfarrkirche des zu Stolberg gehörendes Ortes Venwegen sowie des Roetgener Ortsteils Mulartshütte. Das Gotteshaus steht unter Denkmalschutz.

## Architektur
St. Brigida wurde als einschiffiger Sakralbau aus dem in der Region üblichen Baumaterial Bruchstein errichtet. Das 20,50 m lange und 18,40 m breite Gotteshaus besitzt rechts drei und links vier Achsen. An die Stirnseite schließt sich die Sakristei an. Bis auf den stichbogigen Eingang, dessen Keilstein mit der eingemeißelten Jahreszahl 1782 an die Grundsteinlegung erinnert, ist die Westfront geschlossen. Über dem Giebel befindet sich ein oktogonaler Dachreiter.
Zwei Buntfenster an der Schrägseite des Chores zeigen links die Heilige Familie und rechts die Schutzpatronin der Pfarrkirche, die heilige Äbtissin Brigida mit der Kuh sowie die hl. Apollonia mit der Zange. Bei beiden Fenstern handelt es sich um Stiftungen aus dem Jahre 1901. Die ältesten Fenster, zwei aus dem Jahre 1877 stammende bleiverglaste Rhombenfenster, befinden sich zu beiden Seiten des Chorraumes.

## Geschichte

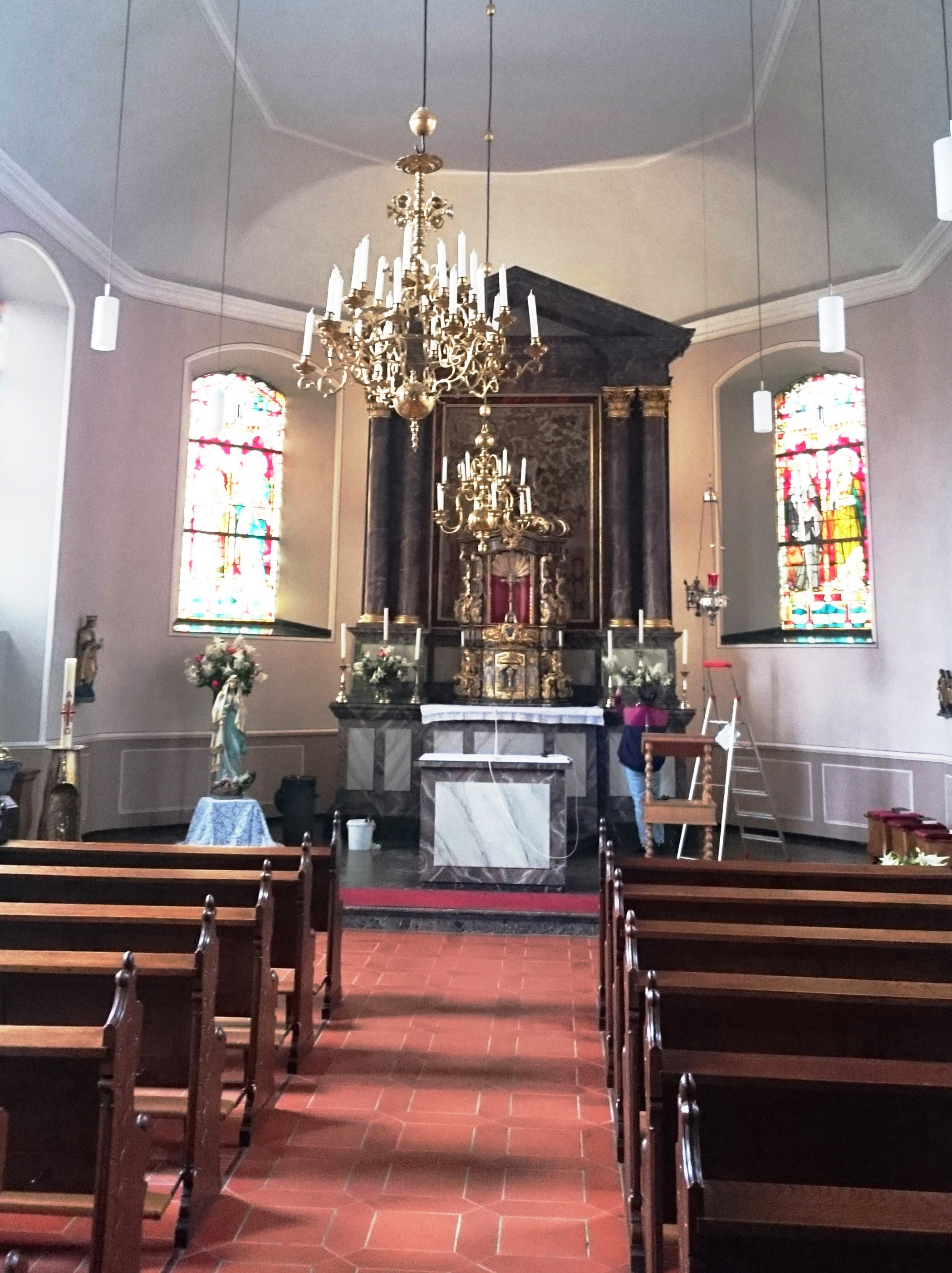

Die Grundsteinlegung des Gotteshauses wurde auf das Jahr 1782 datiert. Aufgrund fehlender beziehungsweise nicht korrekter Aufzeichnungen sind weder das genaue Datum noch die Kosten für den Kirchenbau überliefert. Es ist lediglich bekannt, dass Geld des Abtes von Kornelimünster sowie Einnahmen aus Kollekten für den Bau verwandt wurde. Die Benediktion von St. Brigida erfolgte am 8. November 1784 durch den Administrator der Reichsabtei Kornelimünster.
Aufgrund einer Neuorganisation wurde 1804 St. Brigida zur Pfarrkirche.
Überliefert ist, dass 1854 das Chor mit weißen und schwarzen Marmorsteinen ausgelegt wurde, 1861 der Fußboden einen neuen Belag erhielt.
Spenden ermöglichten es, 1903 einen neuen Kreuzweg anzuschaffen. Aufgrund von Spendengeldern wurde 1927 eine aus Lindenholz geschnitzte Statue der hl. Brigida erworben.

## Glocken
1832 lieh Jacob Frings dem Ort Venwegen 110 Reichstaler, 1 Silbergroschen und 5 Pfennige zum Erwerb von zwei Glocken im niederländischen Maastricht. Diese hatten ursprünglich ein Gewicht von 400 und 260 Pfund. Beide wurden 1853 vom Aachener Glockengießer Josef Beduwe umgegossen, da sie Risse aufwiesen. Das 1853 eingeweihte Geläut wog 608 und 385 Pfund. Am Ende des Ersten Weltkrieges mussten sie abgegeben werden. 1924 erhielt Venwegen von der Pfarre Maria-Himmelfahrt in Stolberg-Mühle neue Glocken. Diese mussten im Mai 1942 ebenfalls abgegeben werden. 1945 gaben alliierte Truppen die abgelieferten Brigida-Glocken zurück. 1965 mussten alle Glocken wegen Schäden eingeschmolzen werden und ein Jahr später durch drei neue ersetzt:
| Name der Glocke                                | Ton  | Gewicht | Gravur               |
| ---------------------------------------------- | ---- | ------- | -------------------- |
| Glocke zu Ehren der Gottesmutter Maria         | „c“  | 300 kg  | Gloria deo           |
| Glocke zu Ehren unserer Schutzheiligen Brigida | „d“  | 200 kg  | In augmentum gratias |
| Glocke zu Ehren des heiligen Josef             | „es“ | 180 kg  | Pax hominibus        |

## Orgel

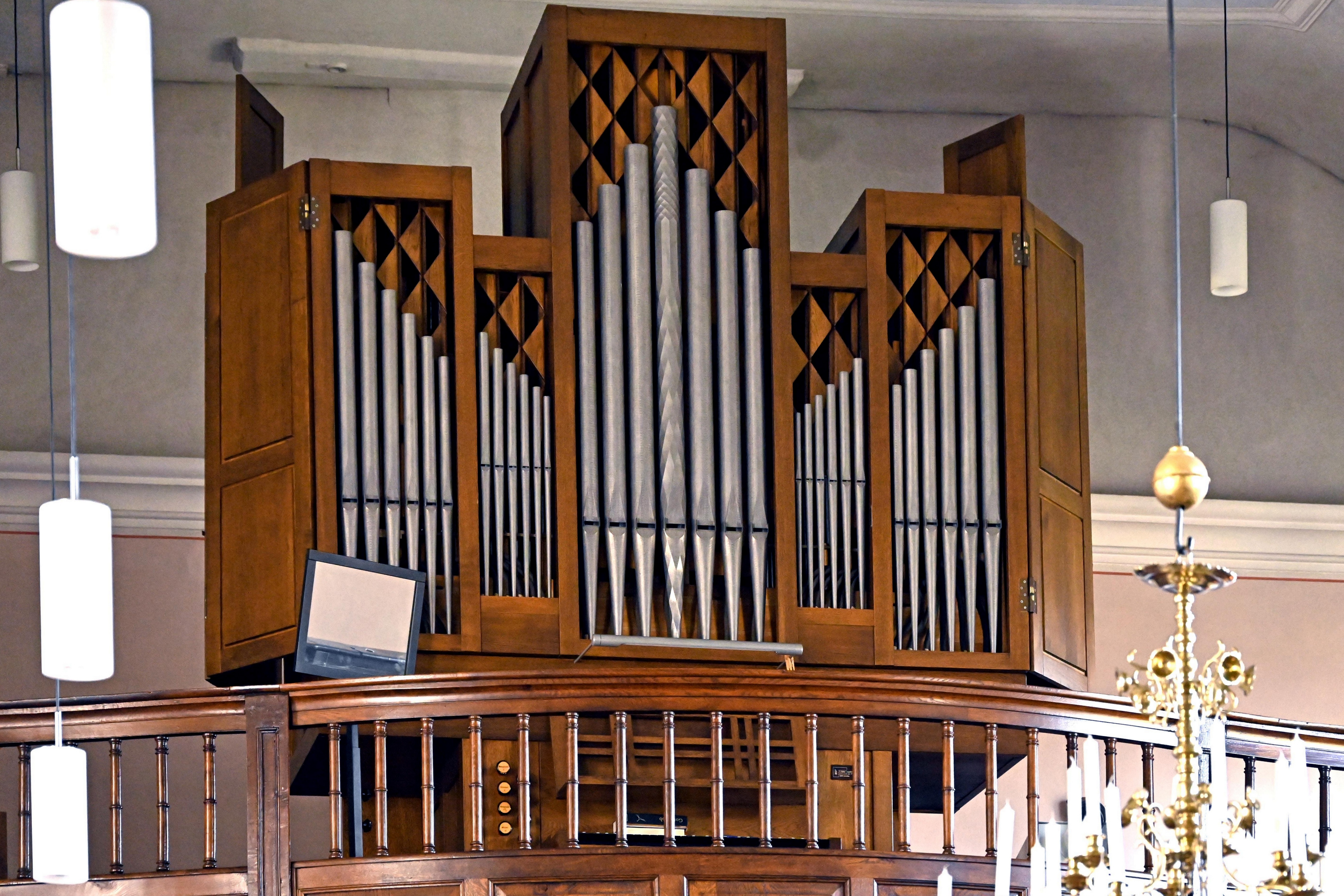
Orgel von Fr. Fleiter, Münster

Die erste Orgel stammt aus dem Jahr 1858. Aufgrund von Holzwurmbefall und Verschleiß konnte diese ab 1964 nicht mehr genutzt werden. Es wurde eine neue angeschafft, die nach 20 Jahren ebenfalls unbrauchbar wurde und 1984 durch eine dritte ersetzt werden musste. Hierbei handelt es sich um eine mechanische Orgel mit 572 Pfeifen.

## Kirchenschätze
Ein kostbares, mit Blattgold belegtes Drehtabernakel im Rokokostil aus Eichenholz stammt vermutlich aus dem Jahre 1740 und war früher Bestandteil des Hochaltars der 1888 abgerissenen alten Aachener Pfarrkirche St. Jakob. Das Tabernakel wurde 1974 vom spanischen Künstler Eliseo Guiterrez aus Sevilla restauriert.

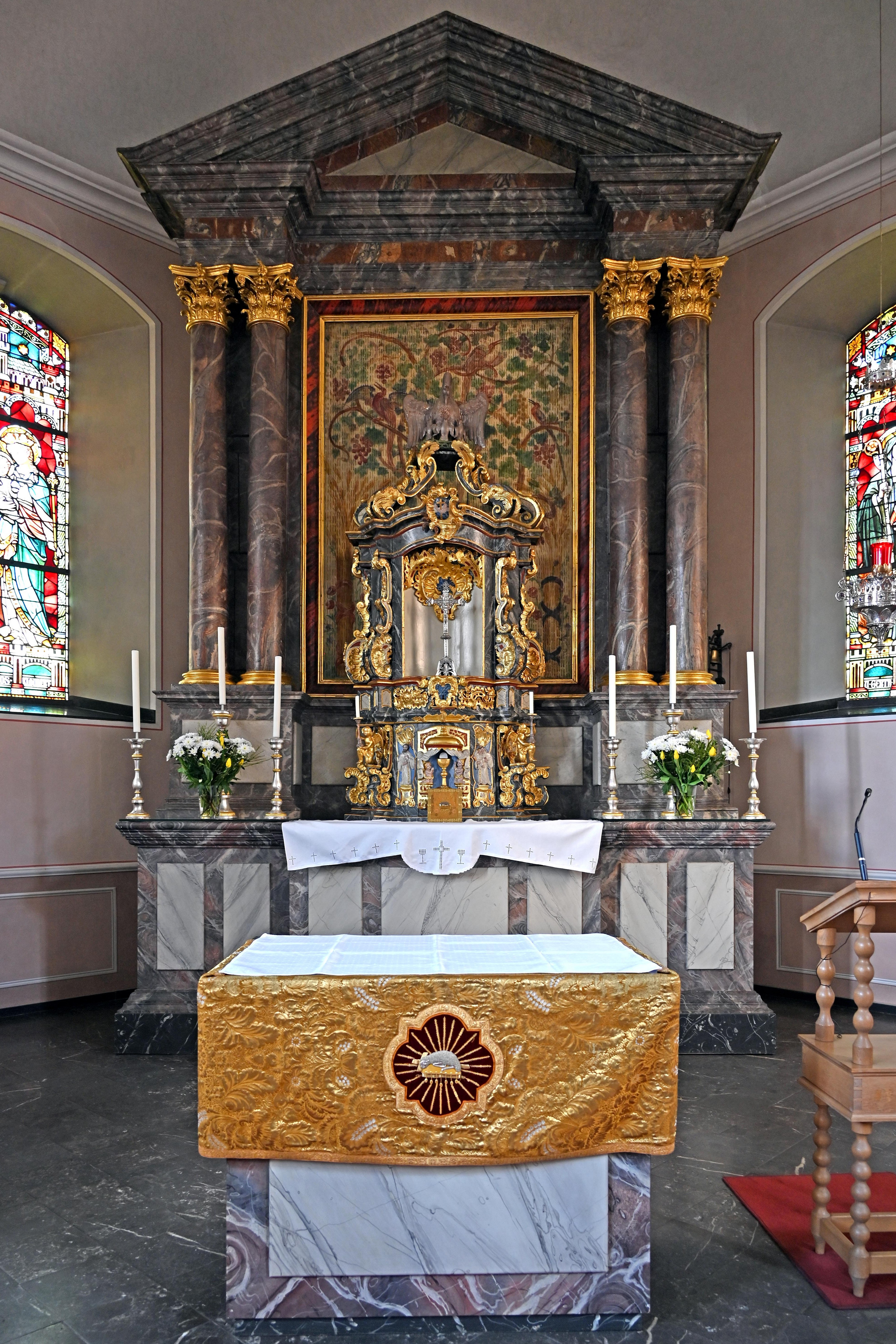
Altar und Hochaltar
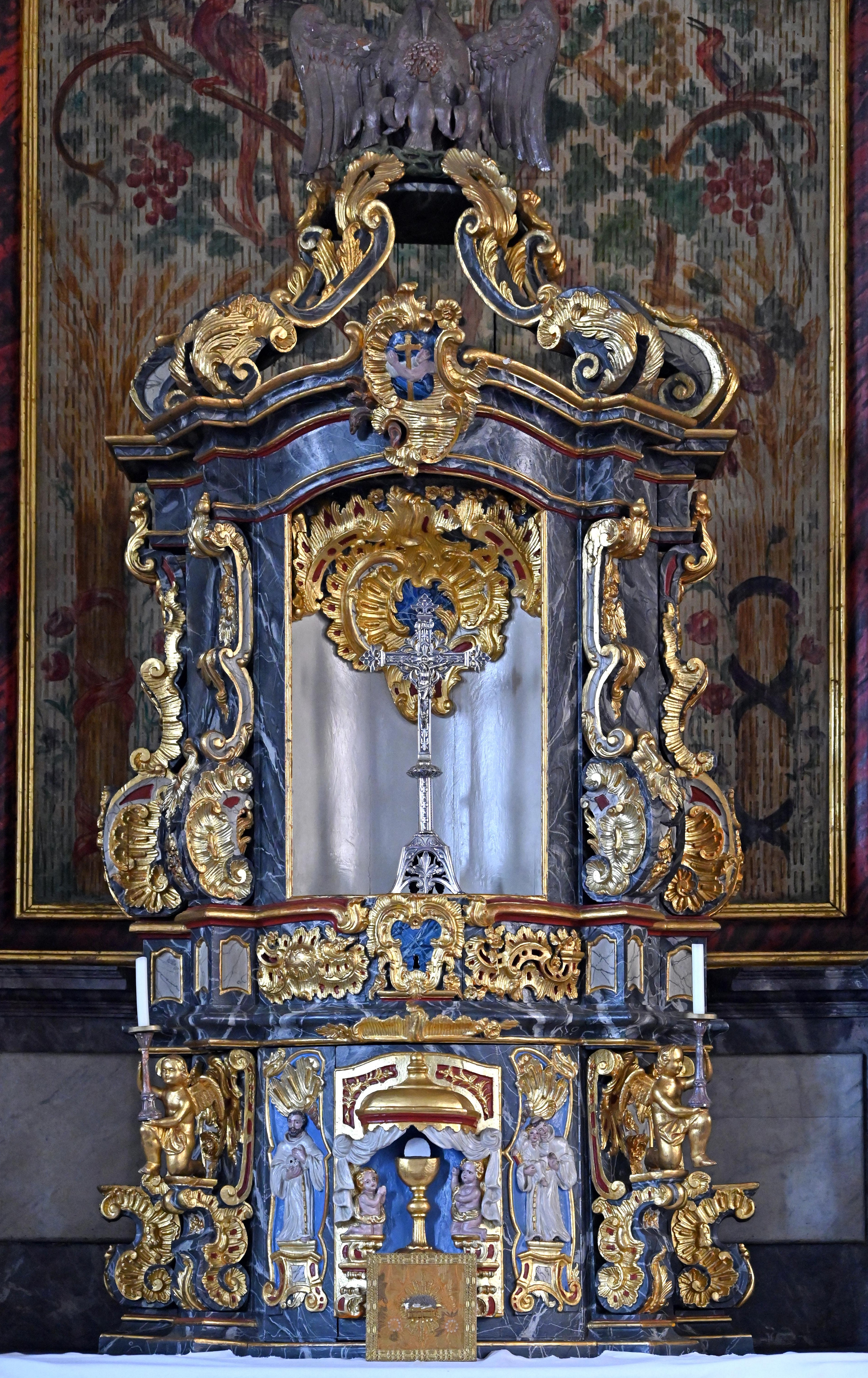
Drehtabernakel (1740)
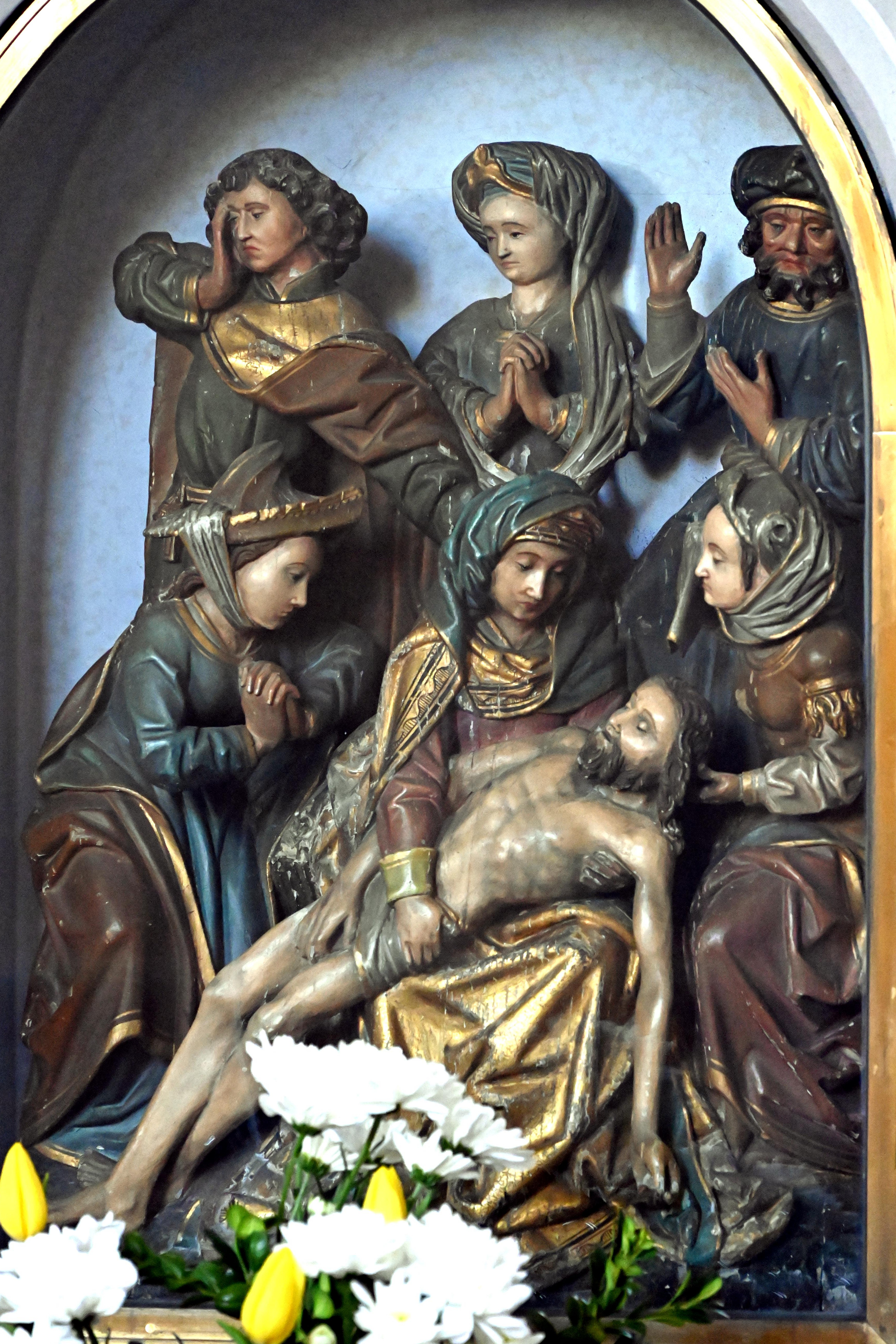
Beweinung Christi
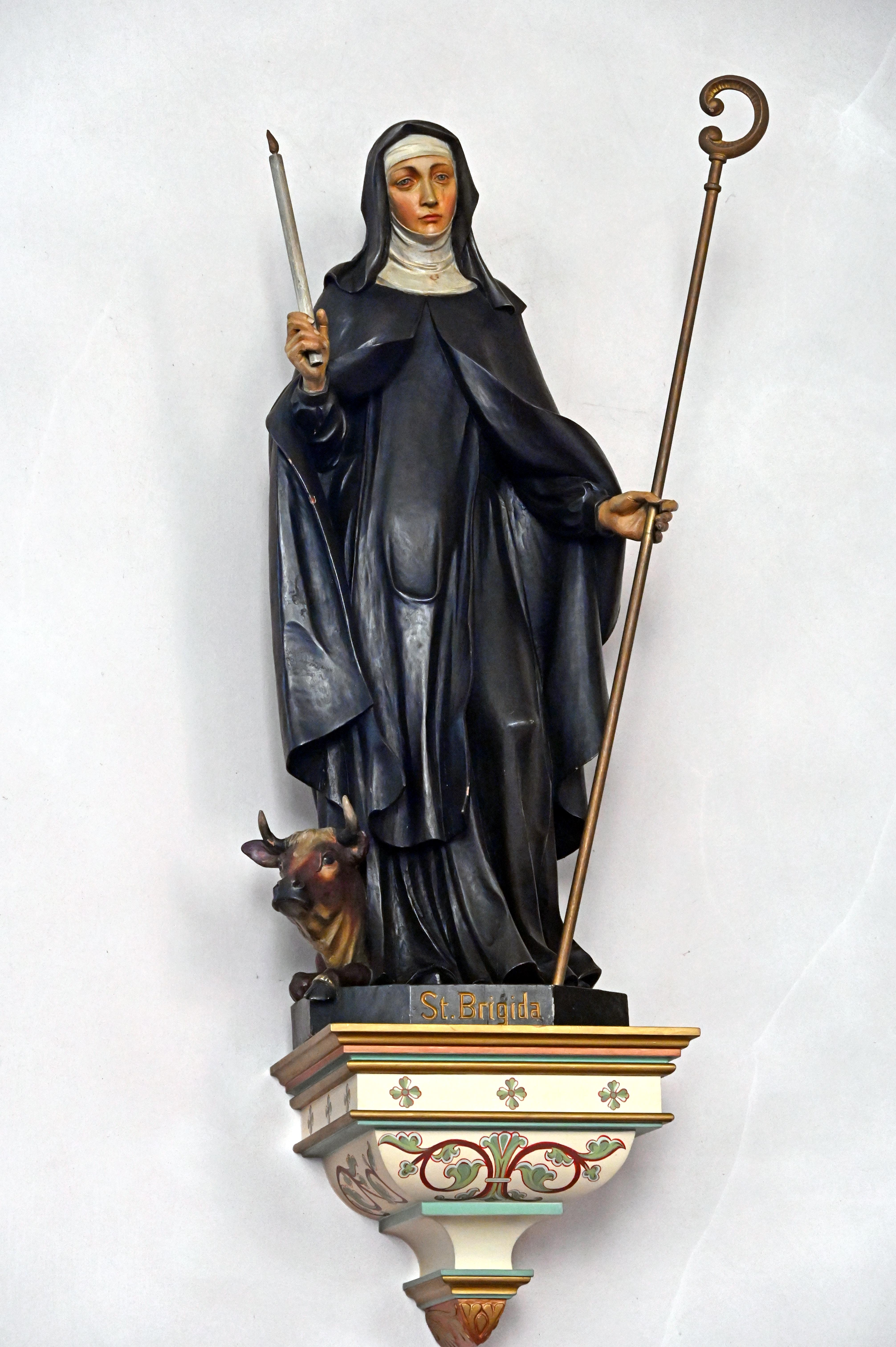
St. Brigida-Statue
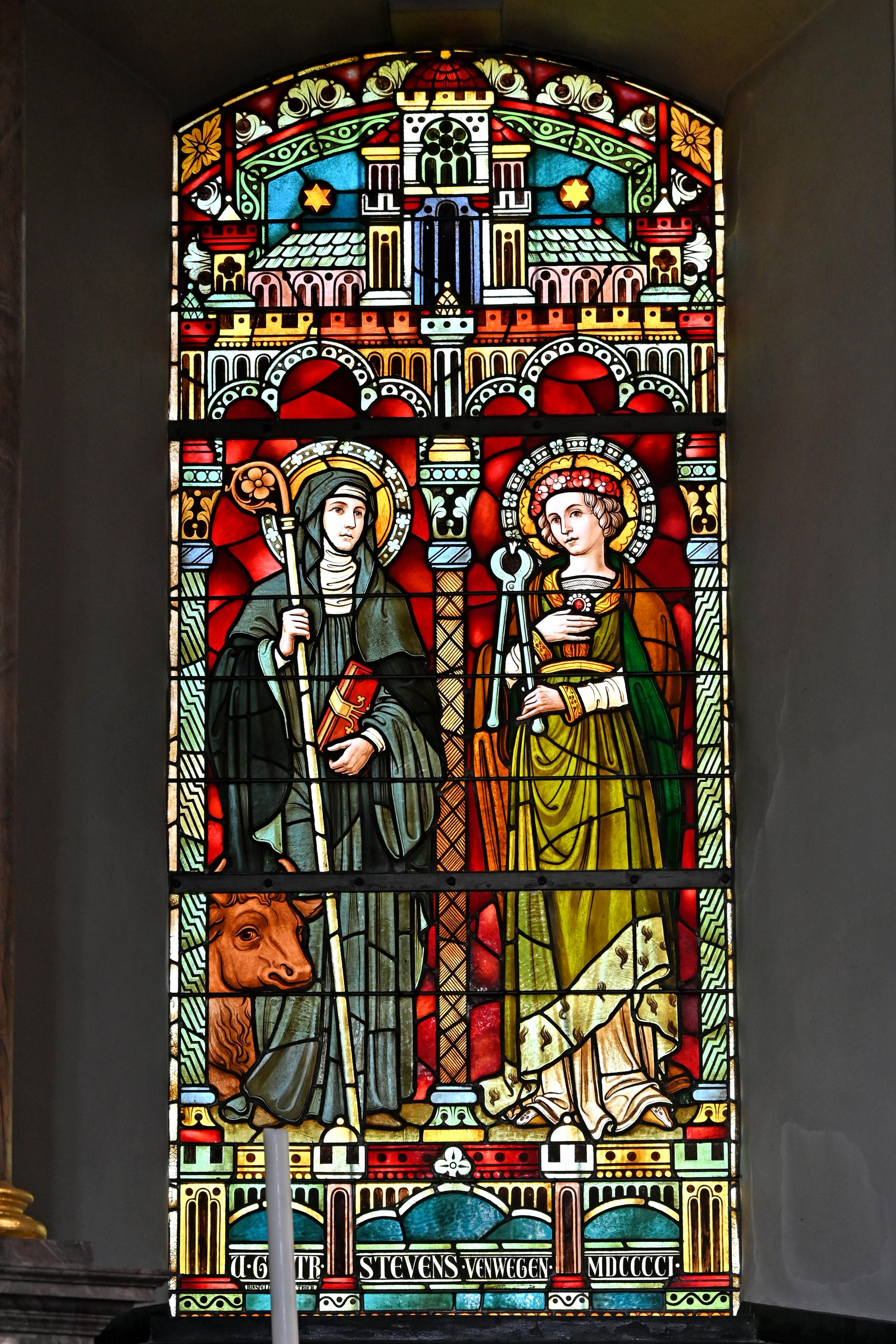
Chorfenster (1901)